# Bačalky
Bačalky település Csehországban, a Jičíni járásban. Bačalky Rokytňany, Libáň, Zelenecká Lhota, Dětenice és Veselice településekkel határos. Lakosainak száma 162 fő (2024. január 1.).

## Népesség
A település lakosságának változását az alábbi diagram mutatja:
| Lakosok száma | 706  | 643  | 646  | 362  | 215  | 157  | 154  | 161  | 161  | 162  |
|               | 1869 | 1900 | 1921 | 1961 | 1980 | 2011 | 2016 | 2019 | 2021 | 2024 |